# UCI Europe Tour 2007
Navigation
Édition précédente Édition suivante
L'UCI Europe Tour 2007 est la troisième édition de l'UCI Europe Tour, l'un des cinq circuits continentaux de cyclisme de l'Union cycliste internationale. Il est composé de plus de 300 compétitions, organisées du 15 octobre 2006 au 16 octobre 2007 en Europe. Les championnats du monde élites et moins de 23 ans disputés à Stuttgart bien que non officiellement inscrits au calendrier comptent pour le classement tout comme les championnats nationaux.

## Calendrier des épreuves

### Octobre 2006
| Date | Course                   | Pays     | Classe | Vainqueur           | Équipe          |
| ---- | ------------------------ | -------- | ------ | ------------------- | --------------- |
| 15.  | Chrono des Nations       | France   | 1.1    | Raivis Belohvoščiks | Universal Caffè |
| 17.  | Prix national de clôture | Belgique | 1.1    | Gorik Gardeyn       | Unibet.com      |

### Février
| Date    | Course                                 | Pays     | Classe | Vainqueur           | Équipe                 |
| ------- | -------------------------------------- | -------- | ------ | ------------------- | ---------------------- |
| 6.      | Grand Prix d'ouverture La Marseillaise | France   | 1.1    | Jeremy Hunt         | Unibet.com             |
| 7.-11.  | Étoile de Bessèges                     | France   | 2.1    | Nick Nuyens         | Cofidis                |
| 10.     | Grand Prix de la côte étrusque         | Italie   | 1.1    | Alessandro Petacchi | Milram                 |
| 11.     | Challenge de Majorque                  | Espagne  | 1.1    | Óscar Freire        | Rabobank               |
| 12.     | Trofeo Cala Millor-Cala Bona           | Espagne  | 1.1    | Vicente Reynés      | Caisse d'Épargne       |
| 13.     | Trofeo Pollença                        | Espagne  | 1.1    | Thomas Dekker       | Rabobank               |
| 14.     | Trofeo Sóller                          | Espagne  | 1.1    | Antonio Colom       | Astana                 |
| 14.-18. | Tour méditerranéen                     | France   | 2.1    | José Iván Gutiérrez | Caisse d'Épargne       |
| 15.     | Trofeo Calvia                          | Espagne  | 1.1    | Unai Etxebarria     | Euskaltel-Euskadi      |
| 18.-22. | Tour d'Andalousie                      | Espagne  | 2.1    | Óscar Freire        | Rabobank               |
| 20.     | Trofeo Laigueglia                      | Italie   | 1.1    | Mikhail Ignatiev    | Tinkoff Credit Systems |
| 21.-25. | Tour de l'Algarve                      | Portugal | 2.1    | Alessandro Petacchi | Milram                 |
| 24.     | Coppa San Geo                          | Italie   | 1.2    | Hrvoje Miholjević   | B.K. Loborika Croazia  |
| 25.     | Tour du Haut-Var                       | France   | 1.1    | Filippo Pozzato     | Liquigas               |
| 27.-3.  | Tour de la Communauté de Valence       | Espagne  | 2.1    | Alejandro Valverde  | Caisse d'Épargne       |

### Mars
| Date    | Course                                  | Pays       | Classe | Vainqueur            | Équipe                                |
| ------- | --------------------------------------- | ---------- | ------ | -------------------- | ------------------------------------- |
| 2.-4.   | Trois jours de Vaucluse                 | France     | 2.2    | Sébastien Turgot     | Vendée U                              |
| 3.      | Beverbeek Classic                       | Belgique   | 1.2    | Nico Sijmens         | Landbouwkrediet-Tönissteiner          |
| 3.      | Grand Prix de Chiasso                   | Suisse     | 1.1    | Pavel Brutt          | Tinkoff Credit Systems                |
| 3.      | Circuit Het Volk                        | Belgique   | 1.HC   | Filippo Pozzato      | Liquigas                              |
| 4.      | Clásica de Almería                      | Espagne    | 1.1    | Giuseppe Muraglia    | Acqua & Sapone                        |
| 4.      | Grand Prix de Lugano                    | Suisse     | 1.1    | Luca Mazzanti        | Ceramica Panaria                      |
| 4.      | Kuurne-Bruxelles-Kuurne                 | Belgique   | 1.1    | Tom Boonen           | Quick Step-Innergetic                 |
| 4.      | Trofeo Zssdi                            | Italie     | 1.2    | Simone Ponzi         | Zalf Désirée Fior                     |
| 7.      | Le Samyn                                | Belgique   | 1.1    | Jimmy Casper         | Unibet.com                            |
| 7.-11.  | Tour de Murcie                          | Espagne    | 2.1    | Alejandro Valverde   | Caisse d'Épargne                      |
| 9.-11.  | Trois Jours de Flandre-Occidentale      | Belgique   | 2.1    | Jimmy Casper         | Unibet.com                            |
| 10.     | Flèche flamande                         | Belgique   | 1.2    | Jelle Vanendert      | Chocolade Jacques-Topsport Vlaanderen |
| 10.     | Milan-Turin                             | Italie     | 1.HC   | Danilo Di Luca       | Liquigas                              |
| 11.     | Grand Prix de Lillers                   | France     | 1.2    | Benoît Daeninck      | UV Aube                               |
| 11.     | Poreč Trophy                            | Croatie    | 1.2    | Marko Kump           | Adria Mobil                           |
| 11.     | Trofeo Franco Balestra                  | Italie     | 1.2    | Simone Ponzi         | Zalf Désirée Fior                     |
| 15.-18. | Istrian Spring Trophy                   | Croatie    | 2.2    | Edvald Boasson Hagen | Maxbo Bianchi                         |
| 15.-18. | Tour du district de Santarém            | Portugal   | 2.1    | Robert Hunter        | Barloworld                            |
| 18.     | Circuit du Pays de Waes                 | Belgique   | 1.2    | Niko Eeckhout        | Chocolade Jacques-Topsport Vlaanderen |
| 18.     | Giro del Mendrisiotto                   | Suisse     | 1.2    | Andreas Dietziker    | LPR                                   |
| 18.     | Grand Prix San Giuseppe                 | Italie     | 1.2    | Andrey Solomennikov  | Russie                                |
| 18.     | Paris-Troyes                            | France     | 1.2    | Yury Trofimov        | Moscow Stars                          |
| 21.     | Nokere Koerse                           | Belgique   | 1.1    | Léon van Bon         | Rabobank                              |
| 21.-24. | The Paths of King Nikola                | Monténégro | 2.2    | Mitja Mahorič        | Perutnina Ptuj                        |
| 23.     | Classic Loire-Atlantique                | France     | 1.2    | Nicolas Jalabert     | Agritubel                             |
| 25.     | Grand Prix Cholet-Pays de la Loire      | France     | 1.1    | Stéphane Augé        | Cofidis                               |
| 25.     | Roue tourangelle                        | France     | 1.2    | Yury Trofimov        | Moscow Stars                          |
| 25.     | Tour du Groene Hart                     | Pays-Bas   | 1.1    | Wouter Weylandt      | Quick Step-Innergetic                 |
| 26.-30. | Tour de Castille-et-León                | Espagne    | 2.1    | Alberto Contador     | Discovery Channel                     |
| 26.-1.  | Tour de Normandie                       | France     | 2.2    | Martijn Maaskant     | Rabobank Continental                  |
| 27.-31. | Semaine internationale Coppi et Bartali | Italie     | 2.1    | Michele Scarponi     | Acqua & Sapone                        |
| 28.     | À travers les Flandres                  | Belgique   | 1.1    | Tom Boonen           | Quick Step-Innergetic                 |
| 28.     | Grand Prix Waregem                      | Belgique   | 1.2U   | Enrico Montanari     | Finauto Lucchini Neri                 |
| 30.-1.  | Grand Prix du Portugal                  | Portugal   | 2.NCup | Vitor Rodrigues      | Portugal                              |
| 31.     | Grand Prix E3                           | Belgique   | 1.HC   | Tom Boonen           | Quick Step-Innergetic                 |
| 31.-1.  | Critérium international                 | France     | 2.HC   | Jens Voigt           | CSC                                   |

### Avril
| Date    | Course                                    | Pays               | Classe | Vainqueur           | Équipe                           |
| ------- | ----------------------------------------- | ------------------ | ------ | ------------------- | -------------------------------- |
| 1.      | Flèche brabançonne                        | Belgique           | 1.1    | Óscar Freire        | Rabobank                         |
| 1.      | Trofeo Banca Popolare                     | Italie             | 1.2U   | Manuel Belletti     | Trevigiani Dynamon               |
| 3.-5.   | Trois Jours de La Panne                   | Belgique           | 2.HC   | Alessandro Ballan   | Lampre-Fondital                  |
| 5.-9.   | Semaine cycliste lombarde                 | Italie             | 2.1    | Alexander Efimkin   | Barloworld                       |
| 6.      | Route Adélie de Vitré                     | France             | 1.1    | Rémi Pauriol        | Crédit agricole                  |
| 7.      | Grand Prix Miguel Indurain                | Espagne            | 1.HC   | Rinaldo Nocentini   | Ag2r Prévoyance                  |
| 7.      | Hel van het Mergelland                    | Pays-Bas           | 1.1    | Nico Sijmens        | Landbouwkrediet-Tönissteiner     |
| 7.      | Boucle de l'Artois                        | France             | 1.2    | Andrey Klyuev       | Moscow Stars                     |
| 7.-9.   | Triptyque des Monts et Châteaux           | Belgique           | 2.2    | Tom Leezer          | Rabobank Continental             |
| 8.      | Grand Prix de la ville de Rennes          | France             | 1.1    | Sergiy Matveyev     | Ceramica Panaria                 |
| 8.      | Grand Prix de la ville de Nogent-sur-Oise | France             | 1.2    | Mateusz Mróz        | CCC Polsat-Polkowice             |
| 9.      | Giro Belvedere di Villa di Cordignano     | Italie             | 1.2    | Simone Stortoni     | Finauto Lucchini Neri            |
| 9.      | Tour de Cologne                           | Allemagne          | 1.HC   | Juan José Haedo     | CSC                              |
| 10.     | Gran Premio Palio del Recioto             | Italie             | 1.2U   | Robert Kišerlovski  | Adria Mobil                      |
| 10.-13. | Circuit de la Sarthe                      | France             | 2.1    | Andreas Klöden      | Astana                           |
| 11.-15. | Tour de l'Alentejo                        | Portugal           | 2.1    | Manuel Vázquez      | Andalucía-Cajasur                |
| 12.     | Grand Prix Pino Cerami                    | Belgique           | 1.1    | Luca Solari         | LPR                              |
| 13.-15. | Circuit des Ardennes                      | France             | 2.2    | Jérôme Coppel       | CR4C Roanne                      |
| 14.     | Tour de Drenthe                           | Pays-Bas           | 1.1    | Martijn Maaskant    | Rabobank Continental             |
| 15.     | Klasika Primavera                         | Espagne            | 1.1    | Joaquim Rodríguez   | Caisse d'Épargne                 |
| 17.     | Paris-Camembert                           | France             | 1.1    | Sébastien Joly      | La Française des jeux            |
| 18.     | Grand Prix de l’Escaut                    | Belgique           | 1.HC   | Mark Cavendish      | T-Mobile                         |
| 18.     | Côte picarde                              | France             | 1.NCup | Simon Špilak        | Slovénie                         |
| 18.-21. | Tour du Loir-et-Cher                      | France             | 2.2    | Alexandre Blain     | AVC Aix-en-Provence              |
| 18.-22. | Cinturón a Mallorca                       | Espagne            | 2.2    | Richard Faltus      | Sparkasse                        |
| 19.     | Grand Prix de Denain                      | France             | 1.1    | Sébastien Chavanel  | La Française des jeux            |
| 19.-22. | Tour des Abruzzes                         | Italie             | 2.2    | Luca Ascani         | Aurum Hotels                     |
| 19.-22. | Rhône-Alpes Isère Tour                    | France             | 2.2    | Gabriel Rasch       | Maxbo Bianchi                    |
| 20.     | Belgrade-Banja Luka I                     | Serbie             | 1.2    | Matej Gnezda        | Radenska Powerbar                |
| 21.     | Belgrade-Banja Luka II                    | Bosnie-Herzégovine | 1.2    | Žolt Der            | P-Nívó Betonexpressz 2000 Kft.se |
| 21.     | Liège-Bastogne-Liège espoirs              | Belgique           | 1.NCup | Grega Bole          | Sava                             |
| 21.     | Tour du Finistère                         | France             | 1.1    | Niels Brouzes       | Auber 93                         |
| 21.-25. | Grand Prix de Sotchi                      | Russie             | 2.2    | Alexey Shmidt       | Moscow Stars                     |
| 22.     | Giro d'Oro                                | Italie             | 1.1    | Dainius Kairelis    | Amore & Vita-McDonald’s          |
| 22.     | Tour de Hollande-Septentrionale           | Pays-Bas           | 1.2    | Kenny van Hummel    | Skil-Shimano                     |
| 22.     | Tour de Düren                             | Allemagne          | 1.2    | Marcel Beima        | Time-Van Hemert                  |
| 22.     | Tro Bro Leon                              | France             | 1.1    | Saïd Haddou         | Bouygues Telecom                 |
| 24.-27. | Tour du Trentin                           | Italie             | 2.1    | Damiano Cunego      | Lampre-Fondital                  |
| 25.     | Gran Premio della Liberazione             | Italie             | 1.2U   | Manuele Boaro       | Zalf Désirée Fior                |
| 25.-29. | Tour d'Estrémadure                        | Espagne            | 2.2    | Nuño Marta          | Madeinox-Bric-Loulé              |
| 25.-29. | Tour de Basse-Saxe                        | Allemagne          | 2.1    | Alessandro Petacchi | Milram                           |
| 25.-1.  | Tour de Bretagne                          | France             | 2.2    | Lars Boom           | Rabobank Continental             |
| 26.-1.  | Giro delle Regioni                        | Italie             | 2.NCup | Rui Costa           | Benfica                          |
| 27.-29. | Tour de La Rioja                          | Espagne            | 2.1    | Rubén Plaza         | Caisse d'Épargne                 |
| 29.     | Paris - Mantes-en-Yvelines Espoirs        | France             | 1.2    | Niels Brouzes       | Auber 93                         |
| 29.     | Tour des Flandres espoirs                 | Belgique           | 1.2U   | Alexandr Pliuschin  | Chambéry CF                      |
| 29.     | East Midlands International Cicle Classic | Royaume-Uni        | 1.2    | Malcolm Elliott     | Pinarello Racing                 |

### Mai
| Date    | Course                                                  | Pays       | Classe | Vainqueur             | Équipe                  |
| ------- | ------------------------------------------------------- | ---------- | ------ | --------------------- | ----------------------- |
| 1.      | Grand Prix du 1er mai                                   | Belgique   | 1.2    | Wouter Mol            | P3 Transfer-Fondas      |
| 1.      | Mémorial Andrzeja Trochanowskiego                       | Pologne    | 1.2    | Tomasz Lisowicz       | CCC Polsat-Polkowice    |
| 1.      | Grand Prix de Francfort                                 | Allemagne  | 1.HC   | Patrik Sinkewitz      | T-Mobile                |
| 1.      | Subida al Naranco                                       | Espagne    | 1.1    | Koldo Gil             | Saunier Duval-Prodir    |
| 1.      | Tour de Vendée                                          | France     | 1.1    | Mikel Gaztañaga       | Agritubel               |
| 2.      | Grand Prix de Moscou                                    | Russie     | 1.2    | Roman Klimov          | Premier                 |
| 3.      | Mayor Cup                                               | Russie     | 1.2    | Denis Galimzyanov     | Premier                 |
| 3.-7.   | Tour des Asturies                                       | Espagne    | 2.1    | Koldo Gil             | Saunier Duval-Prodir    |
| 4.-6.   | Szlakiem Grodów Piastowskich                            | Pologne    | 2.1    | Tomasz Kiendyś        | CCC Polsat-Polkowice    |
| 5.      | GP Herning                                              | Danemark   | 1.1    | Kurt Asle Arvesen     | CSC                     |
| 5.      | Grand Prix de l'industrie et de l'artisanat de Larciano | Italie     | 1.1    | Vincenzo Nibali       | Liquigas                |
| 5.      | Tour d'Overijssel                                       | Pays-Bas   | 1.2    | Marco Bos             | Jo Piels                |
| 5.-9.   | Cinq anneaux de Moscou                                  | Russie     | 2.2    | Aliaksandr Kuschynski | Liquigas                |
| 6.      | Circuito del Porto                                      | Italie     | 1.2    | Jacopo Guarnieri      | Marchiol Ima Liquigas   |
| 6.      | Colliers Classic                                        | Danemark   | 1.1    | Juan José Haedo       | CSC                     |
| 6.      | Tour de Toscane                                         | Italie     | 1.1    | Vincenzo Nibali       | Liquigas                |
| 6.      | Omloop der Kempen                                       | Pays-Bas   | 1.2    | Lars Boom             | Rabobank Continental    |
| 6.-13.  | Tour de Turquie                                         | Turquie    | 2.2    | Ivaïlo Gabrovski      | Velo-M-Hemus-Makedonya  |
| 8.      | Coppa Città di Asti                                     | Italie     | 1.2U   | Tony Martin           | Thüringer Energie       |
| 8.-13.  | Quatre Jours de Dunkerque                               | France     | 2.HC   | Matthieu Ladagnous    | La Française des jeux   |
| 9.-13.  | Tour du Frioul-Vénétie julienne                         | Italie     | 2.2    | Alexander Filippov    | A.C.S. Gruppo Lupi      |
| 11.     | Mémorial Oleg Dyachenko                                 | Russie     | 1.2    | Sergey Firsanov       | Rietumu Bank-Riga-Ideal |
| 11.-13. | Tour du Haut-Anjou                                      | France     | 2.2U   | Martijn Keizer        | Rabobank Continental    |
| 12.-13. | Clásica de Alcobendas                                   | Espagne    | 2.1    | Luis Pérez Rodríguez  | Andalucía-Cajasur       |
| 12.-20. | Olympia's Tour                                          | Pays-Bas   | 2.2    | Thomas Berkhout       | Rabobank Continental    |
| 13.     | Grand Prix Industrie del Marmo                          | Italie     | 1.2    | Anton Rechetnikov     | Russie                  |
| 16.-20. | Flèche du Sud                                           | Luxembourg | 2.2    | Boris Shpilevsky      | Kio Ene-Tonazzi-DMT     |
| 16.-20. | Tour de Rhénanie-Palatinat                              | Allemagne  | 2.1    | Gerald Ciolek         | T-Mobile                |
| 17.     | Trophée des grimpeurs                                   | France     | 1.1    | Anthony Geslin        | Bouygues Telecom        |
| 17.-20. | Grand Prix Internacional Paredes Rota dos Móveis        | Portugal   | 2.1    | David Blanco          | Duja/Tavira             |
| 18.-20. | Tour de Picardie                                        | France     | 2.1    | Robert Hunter         | Barloworld              |
| 19.     | Belgrad-Cacak                                           | Serbie     | 1.2    | Matija Kvasina        | Perutnina Ptuj          |
| 20.-27. | FBD Insurance Rás                                       | Irlande    | 2.2    | Tony Martin           | Thüringer Energie       |
| 23.-27. | Circuit de Lorraine                                     | France     | 2.1    | Jörg Jaksche          | Tinkoff Credit Systems  |
| 24.-27. | Ronde de l'Isard d'Ariège                               | France     | 2.2U   | John Devine           | États-Unis              |
| 25.     | Grand Prix Hydraulika Mikolasek                         | Slovaquie  | 1.2    | Marcin Sapa           | DHL-Author              |
| 25.-28. | Tour de Berlin                                          | Allemagne  | 2.2U   | Michael Franzl        | Mapei Heizomat Bayern   |
| 26.     | Clásica Memorial Txuma                                  | Espagne    | 1.2    | Boris Shpilevsky      | Kio Ene-Tonazzi-DMT     |
| 26.     | Grand Prix Kooperativa                                  | Slovaquie  | 1.2    | Kristjan Fajt         | Radenska Powerbar       |
| 26.     | SEB Tartu GP                                            | Estonie    | 1.2    | Erki Pütsep           | Bouygues Telecom        |
| 26.     | Giro di Festina                                         | Autriche   | 1.2    | Markus Eibegger       | Elk Haus-Simplon        |
| 27.     | Grand Prix Palma                                        | Slovaquie  | 1.2    | Petr Benčík           | PSK Whirlpool           |
| 28.     | Neuseen Classics                                        | Allemagne  | 1.1    | Denis Flahaut         | Jartazi-Promo Fashion   |
| 29.-3.  | Tour de Navarre                                         | Espagne    | 2.2    | Maurizio Biondo       | Kio Ene-Tonazzi-DMT     |
| 30.-3.  | Tour de Bavière                                         | Allemagne  | 2.HC   | Stefan Schumacher     | Gerolsteiner            |
| 30.-3.  | Ringerike GP                                            | Norvège    | 2.2    | Edvald Boasson Hagen  | Maxbo Bianchi           |
| 30.-3.  | Tour de Belgique                                        | Belgique   | 2.1    | Vladimir Gusev        | Discovery Channel       |
| 31.-3.  | Tour de Gironde                                         | France     | 2.2    | Jonathan Thiré        | UC Nantes Atlantique    |

### Juin
| Date    | Course                                              | Pays       | Classe | Vainqueur           | Équipe                    |
| ------- | --------------------------------------------------- | ---------- | ------ | ------------------- | ------------------------- |
| 1.      | Grand Prix de Tallinn-Tartu                         | Estonie    | 1.1    | Erki Pütsep         | Estonie                   |
| 2.      | GP Kranj                                            | Slovénie   | 1.1    | Borut Božič         | LPR                       |
| 2.      | Grand Prix de Plumelec-Morbihan                     | France     | 1.1    | Simon Gerrans       | Ag2r Prévoyance           |
| 2.      | Trofeo Alcide Degasperi                             | Italie     | 1.2    | Jacopo Guarnieri    | Marchiol Ima Liquigas     |
| 3.      | Boucles de l’Aulne                                  | France     | 1.1    | Romain Feillu       | Agritubel                 |
| 3.      | Coppa della Pace                                    | Italie     | 1.2    | Marco Cattaneo      | SC Pagnoncelli NGC Perrel |
| 3.      | GP Llodio                                           | Espagne    | 1.1    | David de la Fuente  | Saunier Duval-Prodir      |
| 3.      | Paris-Roubaix espoirs                               | France     | 1.2U   | Damien Gaudin       | Vendée U                  |
| 3.      | Riga GP                                             | Lettonie   | 1.2    | Gatis Smukulis      | Lettonie                  |
| 4.-9.   | Tour de Lleida                                      | Espagne    | 2.2    | Francis De Greef    | Davitamon-Win for Life    |
| 5.-10.  | Bałtyk-Karkonosze Tour                              | Pologne    | 2.2    | Roman Broniš        | DHL-Author                |
| 6.-10.  | Tour de Luxembourg                                  | Luxembourg | 2.HC   | Grégory Rast        | Astana                    |
| 8.-10.  | Bicyclette basque                                   | Espagne    | 2.HC   | Constantino Zaballa | Caisse d'Épargne          |
| 9.      | Grand Prix de la Forêt-Noire                        | Allemagne  | 1.1    | Radoslav Rogina     | Perutnina Ptuj            |
| 9.      | Mémorial Marco Pantani                              | Italie     | 1.1    | Franco Pellizotti   | Liquigas                  |
| 9.-10.  | OZ Wielerweekend                                    | Pays-Bas   | 2.2    | Tom Veelers         | Rabobank Continental      |
| 10.     | Grand Prix du canton d’Argovie                      | Suisse     | 1.HC   | John Gadret         | Ag2r Prévoyance           |
| 10.     | Mémorial Philippe Van Coningsloo                    | Belgique   | 1.2    | Frederiek Nolf      | Wielergroep Beveren 200   |
| 12.-16. | Tour de Slovénie                                    | Slovénie   | 2.1    | Tomaž Nose          | Adria Mobil               |
| 12.-17. | Tour de Thuringe                                    | Allemagne  | 2.2U   | Mathias Frank       | Suisse                    |
| 13.     | Veenendaal-Veenendaal                               | Pays-Bas   | 1.HC   | Steffen Radochla    | Équipe cycliste Wiesenhof |
| 13.-19. | Circuito Montañés                                   | Espagne    | 2.2    | Bauke Mollema       | Rabobank Continental      |
| 14.-17. | Grande Prémio Internacional Paredes Rota dos Móveis | Portugal   | 2.1    | Pedro Cardoso       | LA-MSS                    |
| 14.-17. | Ronde de l'Oise                                     | France     | 2.2    | Fredrik Johansson   | Designa Køkken            |
| 16.     | Delta Profronde                                     | Pays-Bas   | 1.1    | Denis Flahaut       | Jartazi-Promo Fashion     |
| 18.-24. | Tour de Serbie                                      | Serbie     | 2.2    | Matej Stare         | Perutnina Ptuj            |
| 19.-23. | Ster Elektrotoer                                    | Pays-Bas   | 2.1    | Sebastian Langeveld | Rabobank                  |
| 21.-23. | Tour de Mainfranken                                 | Allemagne  | 2.2    | Anatoli Kaschtan    | Ukraine                   |
| 21.-24. | Boucles de la Mayenne                               | France     | 2.2    | Nicolas Vogondy     | Agritubel                 |
| 21.-24. | Route du Sud                                        | France     | 2.1    | Óscar Sevilla       | Relax-GAM Fuenlabrada     |
| 24.     | Kärnten Viper Grand Prix                            | Autriche   | 1.2    | Martin Riška        | Swiag                     |
| 27.     | Halle-Ingooigem                                     | Belgique   | 1.1    | Janek Tombak        | Jartazi-Promo Fashion     |
| 27.     | Internationale Wielertrofee Jong Maar Moedig        | Belgique   | 1.2    | Sven Nys            | Rabobank Continental      |
| 27.     | Tour de Frise                                       | Pays-Bas   | 1.1    | Maarten den Bakker  | Skil-Shimano              |

### Juillet
| Date    | Course                                            | Pays      | Classe | Vainqueur          | Équipe                                |
| ------- | ------------------------------------------------- | --------- | ------ | ------------------ | ------------------------------------- |
| 3.      | Trofeo Città di Brescia                           | Italie    | 1.2    | Luca Gasparini     | SC Pagnoncelli NGC Perrel             |
| 4.      | Grand Prix Gerrie Knetemann                       | Pays-Bas  | 1.1    | Olivier Kaisen     | Predictor-Lotto                       |
| 4.-8.   | Course de la Solidarité olympique                 | Pologne   | 2.1    | Łukasz Bodnar      | Intel-Action                          |
| 7.      | Grand Prix Bradlo                                 | Slovaquie | 1.2U   | Maciej Bodnar      | Pologne                               |
| 7.      | Tour du Jura                                      | Suisse    | 1.2    | Guillaume Levarlet | Auber 93                              |
| 8.      | De Drie Zustersteden                              | Belgique  | 1.2    | Bert De Waele      | Landbouwkrediet-Tönissteiner          |
| 8.      | Giro del Medio Brenta                             | Italie    | 1.2    | Adriano Angeloni   | Ceramica Flaminia                     |
| 8.      | Tour du Doubs                                     | France    | 1.1    | Vincent Jérôme     | Bouygues Telecom                      |
| 8.-15.  | Tour d’Autriche                                   | Autriche  | 2.HC   | Stijn Devolder     | Discovery Channel                     |
| 11.-14. | Grand Prix cycliste de Gemenc                     | Hongrie   | 2.2    | Sander Oostlander  | Löwik Meubelen                        |
| 11.-15. | Trophée Joaquim Agostinho                         | Portugal  | 2.1    | Xavier Tondo       | LA-MSS                                |
| 14.     | Cronoscalata Gardone Val Trompia-Prati di Caregno | Italie    | 1.2    | Bruno Rizzi        | SC Pagnoncelli NGC Perrel             |
| 15.     | Coppa Colli Briantei Internazionale               | Italie    | 1.2    | Emanuele Moschen   | A.S.D. Unidelta Bottoli Arvedi        |
| 15.     | Grand Prix de Dourges-Hénin-Beaumont              | France    | 1.2    | Martin Mortensen   | Designa Køkken                        |
| 15.     | Pomorski Klasyk                                   | Pologne   | 1.2    | Marcin Sapa        | DHL-Author                            |
| 15.-24. | Way to Pekin                                      | Russie    | 2.2    | Alexey Kunshin     | Premier                               |
| 18.-22. | Tour de Madrid                                    | Espagne   | 2.2    | Manuel Lloret      | Fuerteventura-Canarias                |
| 20.     | Championnat d’Europe de clm U23                   | Bulgarie  | CC     | Maxim Belkov       | Russie                                |
| 21.     | Giro delle Valli Aretine                          | Italie    | 1.2    | Davide Malacarne   | Zalf Désirée Fior                     |
| 21.     | Grand Prix Cristal Energie                        | France    | 1.2    | Florian Morizot    | Auber 93                              |
| 22.     | Championnat d’Europe sur route U23                | Bulgarie  | CC     | Andrey Klyuev      | Russie                                |
| 22.     | Giro del Casentino                                | Italie    | 1.2    | Francesco Ginanni  | Finauto-Neri                          |
| 24.-28. | Dookola Mazowska                                  | Pologne   | 2.2    | Marek Wesoły       | CCC Polsat-Polkowice                  |
| 25.     | Prueba Villafranca de Ordizia                     | Espagne   | 1.1    | Joaquim Rodríguez  | Caisse d'Épargne                      |
| 25.-29. | Tour de Saxe                                      | Allemagne | 2.1    | Joost Posthuma     | Rabobank                              |
| 26.     | Internatie Reningelst                             | Belgique  | 1.2    | Iljo Keisse        | Chocolade Jacques-Topsport Vlaanderen |
| 26.-29. | Brixia Tour                                       | Italie    | 2.1    | Davide Rebellin    | Gerolsteiner                          |
| 28.-1.  | Tour de Wallonie                                  | Belgique  | 2.HC   | Borut Božič        | LPR                                   |
| 29.     | Grand Prix de Pérenchies                          | France    | 1.2    | Peter Ronsse       | Babes Only-Villapark                  |
| 29.     | Gran Premio Inda                                  | Italie    | 1.2    | Bruno Rizzi        | SC Pagnoncelli NGC Perrel             |
| 31.     | Circuit de Getxo                                  | Espagne   | 1.1    | Vicente Reynés     | Caisse d'Épargne                      |

### Août
| Date    | Course                                          | Pays      | Classe | Vainqueur                  | Équipe                                  |
| ------- | ----------------------------------------------- | --------- | ------ | -------------------------- | --------------------------------------- |
| 1.-5.   | Tour Alsace                                     | France    | 2.2    | Benoît Luminet             | CR4C Roanne                             |
| 1.-5.   | Tour du Danemark                                | Danemark  | 2.HC   | Kurt Asle Arvesen          | CSC                                     |
| 1.-5.   | Tour de León                                    | Espagne   | 2.2    | Miyataka Shimizu           | Nippo Corporation-Meitan Hompo          |
| 2.-4.   | Małopolski Wyścig Górski                        | Pologne   | 2.2    | Mateusz Komar              | DHL-Author                              |
| 3.      | Grand Prix Betonexpressz 2000                   | Hongrie   | 1.2    | Žolt Der                   | P-Nívó Betonexpressz 2000 Kft.se        |
| 4.      | Tour de la Hainleite                            | Allemagne | 1.1    | Greg Van Avermaet          | Predictor-Lotto                         |
| 4.      | Gran Premio Folignano                           | Italie    | 1.2    | Francesco De Bonis         | SC Monturano Civitanova Cascinare       |
| 4.      | Gran Premio P-Nivo                              | Hongrie   | 1.2    | Nebojša Jovanović          | Serbie                                  |
| 4.      | Scandinavian Open Road Race                     | Suède     | 1.2    | Lucas Persson              | Suède                                   |
| 4.-15.  | Tour du Portugal                                | Portugal  | 2.HC   | Xavier Tondo               | LA-MSS                                  |
| 5.      | Giro Ciclistico del Cigno                       | Italie    | 1.2    | Americo Novembrini         | Massi Équipe Euronics                   |
| 5.      | Tour des Apennins                               | Italie    | 1.1    | Alessandro Bertolini       | Serramenti PVC Diquigiovanni            |
| 5.      | Subida a Urkiola                                | Espagne   | 1.1    | José Ángel Gómez Marchante | Saunier Duval-Prodir                    |
| 5.      | Polynormande                                    | France    | 1.1    | Benoît Vaugrenard          | La Française des jeux                   |
| 5.      | Tour de Bochum                                  | Allemagne | 1.1    | Andy Cappelle              | Landbouwkrediet-Tönissteiner            |
| 6.-9.   | Tour des Pyrénées                               | France    | 2.2    | Sergio Pardilla            | Viña Magna-Cropu                        |
| 8.-9.   | Paris-Corrèze                                   | France    | 2.1    | Edvald Boasson Hagen       | Maxbo Bianchi                           |
| 9.      | Grand Prix de la ville de Camaiore              | Italie    | 1.1    | Fortunato Baliani          | Ceramica Panaria-Navigare               |
| 11.     | Tour du Latium                                  | Italie    | 1.HC   | Gabriele Bosisio           | Tenax                                   |
| 11.     | Coupe des Carpates                              | Pologne   | 1.2    | Mateusz Mróz               | CCC Polsat-Polkowice                    |
| 12.     | Mémorial Henryka Lasaka                         | Pologne   | 1.1    | Krzysztof Jeżowski         | CCC Polsat-Polkowice                    |
| 12.     | Trofeo Internazionale Bastianelli               | Italie    | 1.2    | Francesco De Bonis         | SC Monturano Civitanova Cascinare       |
| 12.     | Trofeo Matteotti                                | Italie    | 1.1    | Filippo Pozzato            | Liquigas                                |
| 12.-15. | Tour de l'Ain                                   | France    | 2.1    | John Gadret                | Ag2r Prévoyance                         |
| 13.     | Gran Premio Città di Felino                     | Italie    | 1.2    | Tomislav Dančulović        | B.K. Loborika Croazia                   |
| 14.-18. | Tour de Burgos                                  | Espagne   | 2.HC   | Mauricio Soler             | Barloworld                              |
| 15.     | Puchar Ministra Obrony Narodowej                | Pologne   | 1.2    | Tarmo Raudsepp             | Rietumu Bank-Riga-Ideal                 |
| 16.     | Gran Premio Capodarco                           | Italie    | 1.2    | Hrvoje Miholjević          | B.K. Loborika Croazia                   |
| 17.     | Gara Ciclistica Milionaria                      | Italie    | 1.2    | Tomislav Dančulović        | B.K. Loborika Croazia                   |
| 21.     | Grand Prix de la ville de Zottegem              | Belgique  | 1.1    | Jonas Aaen Jørgensen       | GLS                                     |
| 21.     | Trois vallées varésines                         | Italie    | 1.HC   | Christian Murro            | Tenax                                   |
| 21.-24. | Tour du Limousin                                | France    | 2.1    | Pierrick Fédrigo           | Bouygues Telecom                        |
| 22.     | Coppa Agostoni                                  | Italie    | 1.1    | Alessandro Bertolini       | Serramenti PVC Diquigiovanni            |
| 22.     | Druivenkoers Overijse                           | Belgique  | 1.1    | Roy Sentjens               | Predictor-Lotto                         |
| 22.-26. | Grand Prix Tell                                 | Suisse    | 2.NCup | Anton Rechetnikov          | Russie                                  |
| 22.-26. | Rothaus Regio-Tour                              | Allemagne | 2.1    | Moisés Dueñas              | Agritubel                               |
| 22.-26. | Tour d'Irlande                                  | Irlande   | 2.1    | Stijn Vandenbergh          | Unibet.com                              |
| 23.     | Coppa Bernocchi                                 | Italie    | 1.1    | Danilo Napolitano          | Lampre-Fondital                         |
| 24.-26. | Szlakiem Walk Majora Hubala                     | Pologne   | 2.2    | Tomasz Kiendyś             | CCC Polsat-Polkowice                    |
| 25.     | Trofeo Melinda                                  | Italie    | 1.1    | Santo Anzà                 | Serramenti PVC Diquigiovanni            |
| 26.     | Châteauroux Classic de l'Indre                  | France    | 1.1    | Christopher Sutton         | Cofidis                                 |
| 26.     | Clasica a los Puertos                           | Espagne   | 1.1    | Héctor Guerra              | Liberty Seguros Continental             |
| 26.     | Tour du Sachsenring                             | Allemagne | 1.2    | Tobias Erler               | 3C-Gruppe                               |
| 26.     | Flèche des ports flamands                       | Belgique  | 1.2    | Denis Flahaut              | Babes Only-Villapark Lingemeer-Flanders |
| 26.-30. | The paths of Victory Tour                       | Turquie   | 2.2    | Zoltán Remák               | P-Nívó Betonexpressz 2000 Kft.se        |
| 27.     | Grand Prix de Beuvry-la-Forêt                   | France    | 1.2    | Vytautas Kaupas            | Jartazi-Promo Fashion                   |
| 28.-31. | Tour du Poitou-Charentes                        | France    | 2.1    | Thomas Voeckler            | Bouygues Telecom                        |
| 28.-2.  | Tour de la vallée d'Aoste                       | Italie    | 2.2    | Alex Ardila                | G.S. Unidelta Bottoli Arvedi Garda      |
| 29.     | Grand Prix Nobili Rubinetterie                  | Italie    | 1.1    | Luis Felipe Laverde        | Ceramica Panaria-Navigare               |
| 29.-2.  | Tour de Slovaquie                               | Slovaquie | 2.2    | Joost van Leijen           | Van Vliet-EBH Advocaten                 |
| 30.     | GP Industria e Commercio Artigianato Carnaghese | Italie    | 1.1    | Aurélien Passeron          | Acqua & Sapone                          |

### Septembre
| Date    | Course                                            | Pays        | Classe | Vainqueur                       | Équipe                                |
| ------- | ------------------------------------------------- | ----------- | ------ | ------------------------------- | ------------------------------------- |
| 1.      | Tour de Vénétie                                   | Italie      | 1.HC   | Alessandro Bertolini            | Serramenti PVC Diquigiovanni          |
| 2.      | Grand Prix Jef Scherens                           | Belgique    | 1.1    | Bram Tankink                    | Quick Step-Innergetic                 |
| 4.      | Coupe Sels                                        | Belgique    | 1.1    | Kenny Dehaes                    | Chocolade Jacques-Topsport Vlaanderen |
| 5.      | Mémorial Rik Van Steenbergen                      | Belgique    | 1.1    | Greg Van Avermaet               | Predictor-Lotto                       |
| 6.-9.   | Tour de Toscane espoirs                           | Italie      | 2.2    | Emanuele Vona                   | Neri Finauto Lucchini                 |
| 6.-15.  | Tour de l’Avenir                                  | France      | 2.NCup | Bauke Mollema                   | Pays-Bas                              |
| 8.      | Coppa Placci                                      | Italie      | 1.HC   | Alessandro Bertolini            | Serramenti PVC Diquigiovanni          |
| 8.-9.   | Triptyque des Barrages                            | Belgique    | 2.2U   | Gediminas Bagdonas              | Klaipeda-Splendid                     |
| 9.      | Tour de Romagne                                   | Italie      | 1.1    | Eddy Serri                      | Miche                                 |
| 9.      | Mémorial Davide Fardelli                          | Italie      | 1.2    | Luca Dodi                       |                                       |
| 9.      | Polymultipliée lyonnaise                          | France      | 1.2    | Noan Lelarge                    | Bretagne-Armor Lux                    |
| 9.      | Trofeo Salvatore Morucci                          | Italie      | 1.2    | Fabio Terrenzio                 | Vega Acqua & Sapone                   |
| 9.-13.  | International tour of Mevlana                     | Turquie     | 2.2    | Kemal Küçükbay                  |                                       |
| 9.-15.  | Tour de Grande-Bretagne                           | Royaume-Uni | 2.1    | Romain Feillu                   | Agritubel                             |
| 11.-16. | Tour de Croatie                                   | Croatie     | 2.2    | Radoslav Rogina                 | Perutnina Ptuj                        |
| 15.     | Paris-Bruxelles                                   | Belgique    | 1.HC   | Robbie McEwen                   | Predictor-Lotto                       |
| 15.     | Prague-Karlovy Vary-Prague                        | Tchéquie    | 1.2    | Stanislav Kozubek               | PSK Whirlpool-Hradec Králové          |
| 16.     | Chrono champenois                                 | France      | 1.2    | Cameron Wurf                    | Australie                             |
| 16.     | Grand Prix de Fourmies                            | France      | 1.HC   | Peter Velits                    | Wiesenhof-Felt                        |
| 16.     | Tour de Nuremberg                                 | Allemagne   | 1.1    | Fabian Wegmann                  | Gerolsteiner                          |
| 16.     | Trofeo Gianfranco Bianchin                        | Italie      | 1.2    | Americo Novembrini              | Massi Équipe                          |
| 16.-19. | Grand Prix de Wallonie                            | Belgique    | 1.1    | Bert De Waele                   | Landbouwkrediet-Tönissteiner          |
| 19.-23. | Drei-Länder-Tour                                  | Allemagne   | 2.1    | Thomas Dekker                   | Rabobank                              |
| 21.     | Championnat des Flandres                          | Belgique    | 1.1    | Baden Cooke                     | Unibet.com                            |
| 21.     | Tour de la Somme                                  | France      | 1.1    | Christophe Riblon               | Ag2r Prévoyance                       |
| 22.     | Giro del Canavese                                 | Italie      | 1.2U   | Marco Frapporti                 | MX3 CC Cremonese Arvedi Unide         |
| 22.     | GP Città di Misano-Adriatico                      | Italie      | 1.1    | Danilo Napolitano               | Lampre-Fondital                       |
| 22.     | Tour de Rijke                                     | Pays-Bas    | 1.1    | Gert Steegmans                  | Quick Step-Innergetic                 |
| 23.     | Duo normand                                       | France      | 1.2    | Bradley Wiggins Michiel Elijzen | Cofidis                               |
| 23.     | Grand Prix d'Isbergues                            | France      | 1.1    | Martin Elmiger                  | Ag2r Prévoyance                       |
| 23.     | Grand Prix de l'industrie et du commerce de Prato | Italie      | 1.1    | Filippo Pozzato                 | Liquigas                              |
| 25.     | Ruota d'Oro                                       | Italie      | 1.2    | Davide Bonucelli                |                                       |
| 26.     | Circuit du Houtland                               | Belgique    | 1.1    | Steven de Jongh                 | Quick Step-Innergetic                 |

### Octobre
| Date  | Course                                 | Pays      | Classe | Vainqueur            | Équipe                                 |
| ----- | -------------------------------------- | --------- | ------ | -------------------- | -------------------------------------- |
| 2.    | Circuit des bords flamands de l'Escaut | Belgique  | 1.1    | Steven de Jongh      | Quick Step-Innergetic                  |
| 3.    | Münsterland Giro                       | Allemagne | 1.1    | Jos van Emden        | Rabobank Continental                   |
| 4.-7. | Circuit franco-belge                   | Belgique  | 2.1    | Gert Steegmans       | Quick Step-Innergetic                  |
| 6.    | Mémorial Cimurri                       | Italie    | 1.1    | Leonardo Bertagnolli | Liquigas                               |
| 6.    | Piccolo Giro di Lombardia              | Italie    | 1.2    | Marco Frapporti      | Unidelta-Acc.Arvedi-Bottoli            |
| 9.    | Monte Paschi Eroica                    | Italie    | 1.1    | Alexandr Kolobnev    | CSC                                    |
| 11.   | Coppa Sabatini                         | Italie    | 1.1    | Giovanni Visconti    | Quick Step-Innergetic                  |
| 11.   | Paris-Bourges                          | France    | 1.1    | Romain Feillu        | Agritubel                              |
| 13.   | Tour d'Émilie                          | Italie    | 1.HC   | Fränk Schleck        | CSC                                    |
| 14.   | GP Beghelli                            | Italie    | 1.1    | Damiano Cunego       | Lampre-Fondital                        |
| 14.   | Paris-Tours espoirs                    | France    | 1.2U   | Jürgen Roelandts     | Davitamon-Win for Life-Jong Vlaanderen |
| 16.   | Prix national de clôture               | Belgique  | 1.1    | Floris Goesinnen     | Skil-Shimano                           |

## Classements finals
| #   | Coureur                | Pays           | Pts   |
| 1.  | Alessandro Bertolini   | Italie         | 633   |
| 2.  | Luca Mazzanti          | Italie         | 462   |
| 3.  | Martijn Maaskant       | Pays-Bas       | 449   |
| 4.  | Stefan van Dijk        | Pays-Bas       | 447   |
| 5.  | Edvald Boasson Hagen * | Norvège        | 405   |
| 6.  | Romain Feillu          | France         | 384   |
| 7.  | Xavier Tondo           | Espagne        | 373   |
| 8.  | Cândido Barbosa        | Portugal       | 372   |
| 9.  | Janek Tombak           | Estonie        | 363   |
| 10. | Robert Hunter          | Afrique du Sud | 361   |
| 11. | Mikhail Ignatiev *     | Russie         | 349,5 |
| 12. | Radoslav Rogina        | Croatie        | 329   |
| 13. | Steffen Radochla       | Allemagne      | 308   |
| 14. | Lars Boom *            | Pays-Bas       | 306   |
| 15. | Tomasz Kiendyś         | Pologne        | 300   |
| 16. | Andy Cappelle          | Belgique       | 299   |
| 17. | Bert De Waele          | Belgique       | 291   |
| 18. | Borut Božič            | Slovénie       | 288   |
| 19. | Eladio Jiménez         | Espagne        | 282   |
| 20. | Christian Pfannberger  | Autriche       | 274   |

| #   | Équipe                                | Pays        | Pts    |
| 1.  | Rabobank Continental                  | Pays-Bas    | 1552   |
| 2.  | Barloworld                            | Royaume-Uni | 1438   |
| 3.  | Ceramiche Panaria-Navigare            | Irlande     | 1437   |
| 4.  | Wiesenhof-Felt                        | Allemagne   | 1355   |
| 5.  | L.P.R.                                | Suisse      | 1277   |
| 6.  | Tinkoff Credit Systems                | Italie      | 1237,5 |
| 7.  | Agritubel                             | France      | 1215   |
| 8.  | Tenax                                 | Irlande     | 1143   |
| 9.  | Relax-GAM                             | Espagne     | 1114   |
| 10. | Perutnina Ptuj                        | Slovénie    | 1113   |
| 11. | Landbouwkrediet-Tönissteiner          | Belgique    | 1072   |
| 12. | Serramenti PVC Diquigiovanni          | Venezuela   | 1040   |
| 13. | Skil-Shimano                          | Pays-Bas    | 1031   |
| 14. | CCC Polsat-Polkowice                  | Pologne     | 998    |
| 15. | Jartazi-Promo Fashion                 | Belgique    | 962    |
| 16. | DHL-Author                            | Pologne     | 903    |
| 17. | Chocolade Jacques-Topsport Vlaanderen | Belgique    | 863    |
| 18. | Liberty Seguros                       | Portugal    | 849    |
| 19. | Acqua & Sapone                        | Italie      | 833,6  |
| 20. | Elk Haus-Simplon                      | Autriche    | 770    |

### Classements par nations
| #   | Pays        | Pts    |
| 1.  | Italie      | 2868,4 |
| 2.  | Espagne     | 2475   |
| 3.  | Pays-Bas    | 2425   |
| 4.  | Russie      | 2031,5 |
| 5.  | Belgique    | 1741   |
| 6.  | Pologne     | 1725   |
| 7.  | France      | 1623   |
| 8.  | Slovénie    | 1542   |
| 9.  | Allemagne   | 1485   |
| 10. | Portugal    | 1357   |
| 11. | Ukraine     | 1175   |
| 12. | Slovaquie   | 1006   |
| 13. | Croatie     | 977    |
| 14. | Danemark    | 942    |
| 15. | Biélorussie | 876,3  |
| 16. | Autriche    | 847    |
| 17. | Norvège     | 770    |
| 18. | Estonie     | 723    |
| 19. | Lituanie    | 674    |
| 20. | Bulgarie    | 637    |

| #   | Pays (U23) | Pts    |
| 1.  | Russie     | 1372   |
| 2.  | Pays-Bas   | 1017   |
| 3.  | Italie     | 926    |
| 4.  | France     | 695    |
| 5.  | Belgique   | 632    |
| 6.  | Allemagne  | 579,75 |
| 7.  | Slovénie   | 558    |
| 8.  | Norvège    | 503    |
| 9.  | Danemark   | 457    |
| 10. | Lituanie   | 442    |
| 11. | Slovaquie  | 422    |
| 12. | Pologne    | 419    |
| 13. | Portugal   | 396    |
| 14. | Suisse     | 293    |
| 15. | Lettonie   | 205    |
| 16. | Moldavie   | 192    |
| 17. | Hongrie    | 179    |
| 18. | Espagne    | 171,5  |
| 19. | Luxembourg | 169    |
| 20. | Ukraine    | 165    |